# Генри, Майкл
Майкл Генри Аллоизиус (англ. Micheal Henry Alloysius, также Майкл Фалкон англ. Micheal Falcon; 31 января 1991, Онича, Анамбра, Нигерия) — нигерийский футболист, игравший на позиции центрального защитника. Ранее он играл за «Магуэ» и «Хантавади Юнайтед» из Национальной лиги Мьянмы.

## Карьера
Генри начал свою карьеру в 2010 году в Молдове, играя за «Рапид» из Гидигича. Далее перебрался в Бахрейн, играл в первом дивизионе в сезоне 2013/2014. В 2015 году он перешёл в клуб Национальной лиги Мьянмы «Магуэ», заняв с командой третье место в турнирной таблице.
Тогда Генри, был известен как Майкл Фалькон, в сезоне 2016 года, он повторил позицию «Магуэ» в лиге в предыдущем году, став дважды бронзовым призёром чемпионата. В том же году он выиграл Кубок Мьянмы, сравняв счёт в финальном матче против «Янгон Юнайтед», который завершился со счётом 2:1. Это позволило клубу Генри принять участие в Кубке АФК 2017, где они в группе заняли последнее 4 место.
Генри перешел в «Хантавади Юнайтед» в начале сезона 2018 года, забив гол в своем дебютном матче против «Янгон Юнайтед», встреча завершилась со счетом 2:1. Он был основным игроком «Хантавади Юнайтед», прежде чем перебрался в брунейский клуб Индера, вместе с другими нигерийцами Эммануэлем Самсоном и Кингсли Нкуруме в начале 2020 года. Генри остался в Брунее даже после отмены сезона 2020 года и подписали контракт еще на год.
Генри забил свой первый гол за Индеру 27 июня 2021 года в победном матче со счетом 10:0 над клубом «Римба Стар». 28 июня 2024 года Генри забил гол на благотворительном футбольном матче Пусат Эхсан за команду, в которой играл принц Абдул Мунтаким. После окончания спортивной карьеры Генри работает тренером по детским футбольным тренером в Брунее.

## Достижения

### Командные
«Магуэ»
Бронзовый призёр чемпионата Мьянмы: (2)
- 2015; 2016

## Личная жизнь
В январе 2022 года Генри принял ислам. Позже в том же году он женился на местной жительнице Брунея.